# Hubert Voigt
Hubert Voigt (* 1944) ist ein deutscher Dirigent. 
Von 1960 bis 1965 erhielt Hubert Voigt an der Hochschule für Musik „Franz Liszt“ in Weimar seine Ausbildung zum Musikpädagogen, von 1973 bis 1977
absolvierte er ein Zusatzstudium in Dirigieren und Gesang. 1978 folgte die
Einstellung als Dirigent und gleichzeitig die Eingliederung des von ihm 1972 gegründeten Suhler Knabenchores in
die Suhler Philharmonie. Bis 1993 leitete Voigt den Knabenchor und führte
diesen in 21 Jahren auf ein beachtliches und anerkanntes Konzertniveau. Von
1993 bis 2007 war Voigt an der Musikschule „Württembergisches Allgäu“ in
Wangen im Allgäu als Gesangslehrer und Chordirigent tätig.